# Dockyard 1
Dockyard 1 war von 2005 bis 2009 ein deutsches Musiklabel. Die Firma mit Sitz in Hamburg hat ihren Schwerpunkt im Hard-Rock- und Metal-Bereich. Geschäftsführer ist unter anderem Piet Sielck, der schon bei den ersten Ursprüngen der Band Helloween (damals noch unter dem Namen Gentry) beteiligt war und seitdem zu einem in der Metalszene namhaften Produzenten (Blind Guardian, Persuader, Paragon u. a.) und Musiker (Iron Savior, Savage Circus) geworden ist. Weitere Mitbegründer der Firma sind mit Christine Stephan und Dirk Putzke zwei ehemalige Mitarbeiter des Noise-Nachfolgelabels Sanctuary Records.
Rechtlich war das Label als Offene Handelsgesellschaft organisiert. Diese wurde im Januar 2006 in das Handelsregister des Amtsgerichts Hamburg mit Sielck, Stephan und Putzke als persönlich haftenden Gesellschaftern eingetragen. Die Geschäftsanschrift lautete von 2011 an Neuer Kamp 32 in Hamburg. Im Juli 2012 vermerkte das Amtsgericht die Firma als erloschen.

## Bands
- Abandoned
- After All
- Angel Crew
- Assailant
- As We Fight
- A Traitor Like Judas
- Blackshine
- Blood Stain Child
- Celesty
- Crystallion
- Day Eleven
- Deadstar Assembly
- Death Before Disco
- Degradead
- Dreamland
- Dyecrest
- Eyefear
- Frontside
- Gurd
- Hate Squad
- Integrity
- In-Quest
- Iron Savior
- Lake of Tears
- Lost in Rhone
- Magician
- Mannhai
- Moonlight Agony
- Mystic Circle
- Necromantia
- Persuader
- Redkey
- Rough Silk
- Savage Circus
- Shatter Messiah
- Shelter
- Stormwarrior
- Mike Terrana
- The Order
- Vanishing Point
- Virgin Steele
- Voyager
- Waltari
- Wingdom